# Idrís I
Idrís I o Idrīs ben Abd-Allah ben al-Hassan (en árabe: إِدرِيس بن عَبد اللَّه بن الحَسَن). Fundador de la dinastía idrísida entre 789 y 791, es considerado  como el fundador de Marruecos.
Descendiente directo del profeta  Mahoma al ser bisnieto de Alí, el yerno del profeta, participó en la sublevación que, en 786, se produjo en el Hiyaz  contra el califa abbasí Harún al-Rashid. Al resultar sofocado el levantamiento con la derrota de las fuerzas rebeldes en la batalla de Fatk, cerca de La Meca, Idrís huyó de la matanza decretada contra su familia por el califa y se refugió en el actual Marruecos, en la ciudad de Volubilis, donde fue acogido por la tribu bereber de los Awraba y se hizo reconocer como emir manifestando sus pretensiones al califato como descendiente directo de Mahoma.
Desde Volúbilis se lanza a la conquista de los territorios aledaños logrando la unificación de la mayor parte de las tribus bereberes y convirtiendo a las mismas al islam.
En 789 fundó la ciudad de Fez donde moriría envenenado, dos años después, por orden de Harún al-Rashid. A su muerte, el hijo que habría de sucederle aún no había nacido por lo que, hasta el nacimiento de Idrís II, fue designado como regente Rasid, su criado y amigo, que había acompañado a Idrís en su huida y que había permanecido junto a él desde entonces.